# Madara (Bulgarie)
Pour les articles homonymes, voir Madara.

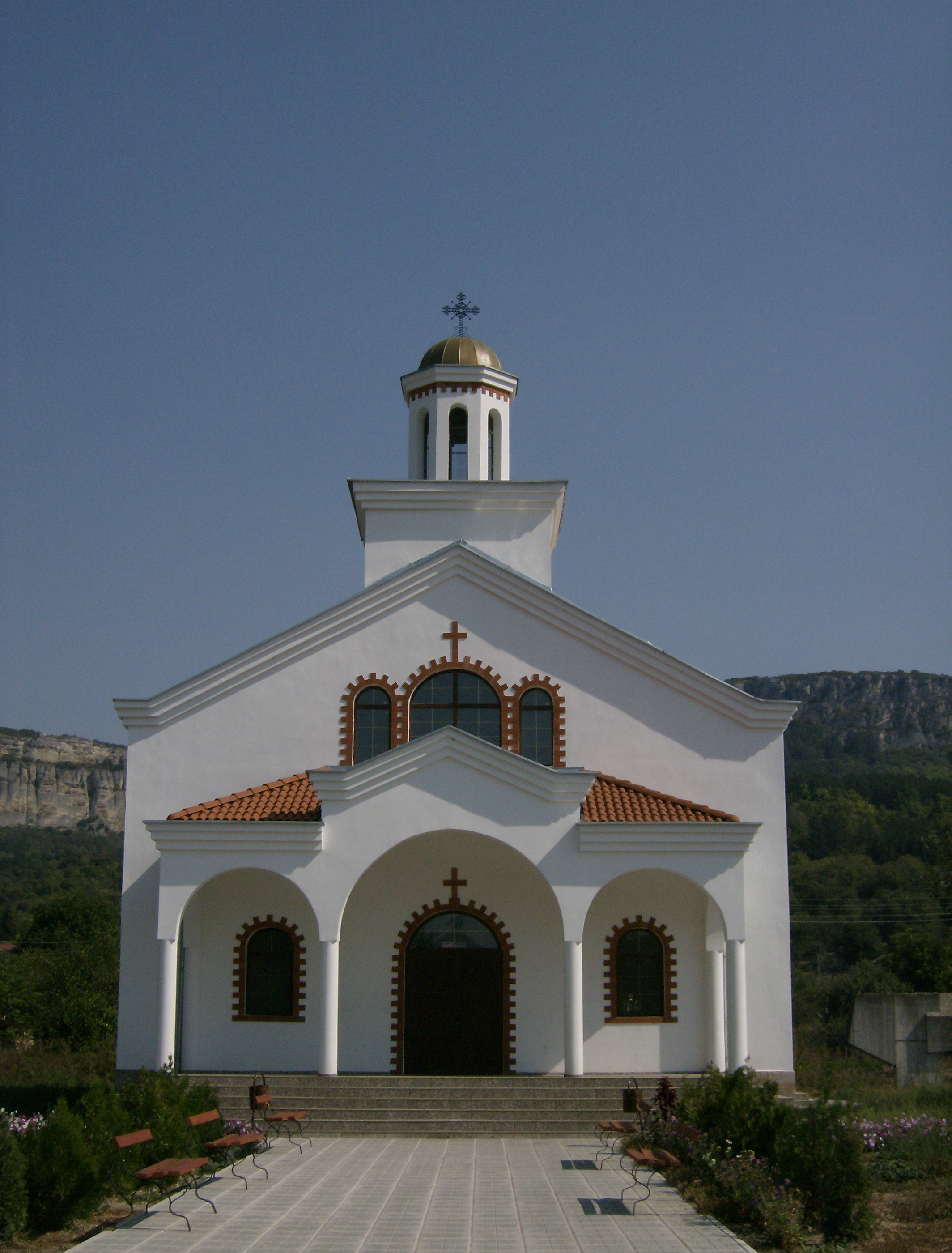
L'église orthodoxe de Madara.

Madara (en bulgare Мадара) est un village du nord-est de la Bulgarie, faisant partie de la municipalité de Choumen. Il est célèbre pour la Réserve nationale archéologique et historique de Madara qui comporte, notamment, le rocher sur lequel a été sculpté le Cavalier de Madara.